# Тёмный мститель Дарксайд
Тёмный мститель Дарксайд (яп. ダークサイド・ブルース да:кусайдо буру:су, Darkside Blues) — манга Юхо Асибэ по сюжету Хидэюки Кикути и снятое по ней одноимённое аниме Ёсимити Фурукавы. Произведение также известно под неофициальным названием «Блюз тёмной стороны».

## Сюжет
Действие происходит в антиутопичном будущем. Большей частью планеты Земля управляет корпорация «Персона Сенчури» (англ. Persona Century). В городском районе Токио Кабуки развернула широкую деятельность оппозиционная фракция «Мессия», благодаря которой Кабуки остаётся практически единственным островком свободы на планете. Дарксайд — таинственный незнакомец, защищающий жителей Кабуки.

## Медиа

### Манга
Два тома манги были изданы в 1988 году компанией Akita Shoten, в России они не публиковались, а в США были лицензированы компанией ADV Manga.
| № | Дата публикации | ISBN                |
| - | --------------- | ------------------- |
| 1 | Сентябрь 1988   | ISBN 978-4253102148 |
| 2 | Декабрь 1988    | ISBN 978-4253102155 |

### Аниме
Аниме, снятое в 1994 году на студии J.C.Staff, в России было выпущено компанией MC Entertainment. Показано по телеканалу «2x2».

## Персонажи
| Персонажи | Японский Дубляж |
| --------- | --------------- |
| Кэндзо    | Акио Оцука      |
| Томо Грэн | Хидэюки Нори    |
| Май       | Котоно Мицуиси  |
| Эндзи     | Коити Ямадэра   |
| Тамаки    | Масако Кацуки   |
| Селия     | Мая Окамото     |
| Дарксайд  | Нацуки Сакан    |

## Критика
Хелен МакКарти в книге 500 Essential Anime Movies называет фильм «одним из самых атмосферных фильмов» 1990-х годов.